# Brave New World (album Iron Maidena)
Brave New World dvanaesti je studijski album engleske heavy metal grupe Iron Maiden. Album je obilježio povratak pjevača Brucea Dickinsona nakon šest i gitarista Adriana Smitha nakon devet godina.
Na albumu, po prvi puta, sviraju trojica gitarista jer je Janick Gers ostao s grupom i nakon Smithovog povratka.

## Popis pjesama
| 1.    | »The Wicker Man«                    | Adrian Smith, Steve Harris, Bruce Dickinson | 4:35 |
| 2.    | »Ghost of the Navigator«            | Janick Gers, Dickinson, Harris              | 6:50 |
| 3.    | »Brave New World«                   | Dave Murray, Harris, Dickinson              | 6:19 |
| 4.    | »Blood Brothers«                    | Harris                                      | 7:14 |
| 5.    | »The Mercenary«                     | Gers, Harris                                | 4:43 |
| 6.    | »Dream of Mirrors«                  | Gers, Harris                                | 9:21 |
| 7.    | »The Fallen Angel«                  | Smith, Harris                               | 4:01 |
| 8.    | »The Nomad«                         | Murray, Harris                              | 9:06 |
| 9.    | »Out of the Silent Planet«          | Gers, Dickinson, Harris                     | 6:25 |
| 10.   | »The Thin Line Between Love & Hate« | Murray, Harris                              | 8:27 |
| 67:01 |                                     |                                             |      |

## Osoblje
Iron Maiden
- Bruce Dickinson – pjevač
- Dave Murray – gitarist
- Janick Gers – gitarist
- Adrian Smith – gitarist
- Steve Harris – bas-gitara
- Nicko McBrain – bubnjar

## Top ljestvice

### Album
| Godina | Ljestvica                     | Pozicija |
| ------ | ----------------------------- | -------- |
| 2000.  | Top Ljestvica Internet Albuma | 13.      |
| 2000.  | Billboard Hot 200             | 39.      |

### Singlovi
| Godina | Singl            | Ljestvica                       | Pozicija |
| ------ | ---------------- | ------------------------------- | -------- |
| 2000.  | "The Wicker Man" | Kanadska Top Ljestvica Singlova | 3.       |
| 2000.  | "The Wicker Man" | Mainstream Rock Tracks          | 48.      |